# 重生 (网络剧)
《重生》是2020年播出的中国大陆网络剧，由杨冬执导，指纹编剧，张译、赵子琪、赵今麦、张昊唯等主演，潘粤明客串。该剧是2017年网络剧《白夜追凶》的衍生剧。

## 演員表

### 津港市公安局

#### 西关分局刑侦支队
| 演員   | 角色   | 備注                                                                             |
| 张译   | 秦驰   | 副支队长 714枪击案唯一生还者，因此升任支队副队长 冯潇的前夫 因枪击案导致部分失忆 |
| 张昊唯 | 路铭嘉 | 警员 秦驰的助手 市刑侦总队主管副局长路正刚的儿子                                 |
| 刘冠成 | 胡一彪 | 支队长 因枪击案调任至西关支队 在支队中执行秘密任务                               |
| 冯小勐 | 吕超   | 前支队长 死于714枪案                                                             |
| 阎鹏   | 孙有维 | 前副支队长 死于714枪案                                                           |

#### 长丰分局刑侦支队
| 演員   | 角色   | 備注                                      |
| 潘粤明 | 关宏峰 | 支队长 负责协助调查714枪击案 刑侦经验丰富 |

#### 海港分局刑侦支队
| 演員   | 角色   | 備注                                            |
| 吴文璟 | 赵馨诚 | 副支队长 714枪击案首批到场支援的刑警 韩彬的好友 |